# 沃特陶
沃特陶，是匈牙利包尔绍德-奥包乌伊-曾普伦州所辖的一个村。总面积23.34平方公里，总人口902，人口密度38.6人/平方公里（2011年1月1日）。